# زاره گالفایان
زاره گالفایان (ارمنی: Զարեհ Գալֆաեան؛ زاده ۱۸۸۷ - درگذشته ۱۹۳۹) یک نقاش ارمنی‌تبار اهل امپراتوری عثمانی بود.

## زندگی‌نامه
زاره گالفایان در شهر کنستانتینوپل از والدین ارمنی زاده شد. تحصیلات خود را در مدرسه هنری زادگاهش کسب نمود. بعد از اتمام تحصیلات در کالج گتروناگانبه تدریس هنر پرداخت. نقاشیهایش نخست در شهر استانبول به نمایش گذاشته شد. از نقاشیهای برجسته او می‌توان به غروب در دلمه باغچه  ،صبح مه آلود در توپ خانه  و غروب روملی حصار اشاره کرد. در سال ۱۹۲۲ گالفایان به پاریس رفت و در آکادمی هنرهای زیبای پاریس ثبت نام نمود و به خلق آثار نقاشی پرداخت. در این دوران نمایشگاه‌های زیادی از وی برگزار گردیده‌است. او مدتی رئیس انجمن نقاشان آزاد ارمنی بود. گالفایان در اواخر عمرش به خلق نقاشی مینیاتور پرداخت.